# Straße von Alor
Die Straße von Alor ist eine Meerenge in den Kleinen Sundainseln. Sie trennt die Insel Lembata (Solorarchipel) im Westen von der Insel Pantar (Alorarchipel) im Osten. Gleichzeitig verbindet die Straße von Alor die Bandasee im Norden mit der Sawusee im Süden. Einige kleine Inseln liegen zwischen den beiden großen in der Meerenge.
Politisch gehört die Region zur indonesischen Provinz Ost-Nusa Tenggara.